# 51 Pegasi b
51 Pegasi b (afgekort 51 Peg b), officieel Dimidium genoemd en onofficieel Bellerophon is een exoplaneet op ongeveer 50 lichtjaar van de aarde verwijderd in het sterrenbeeld Pegasus. 51 Pegasi b was de eerste planeet die ontdekt werd in een baan om een hoofdreeksster, de zon-achtige 51 Pegasi, in 1995. De allereerste exoplaneet ooit ontdekt was een planeet met een baan om de pulsar PSR 1257 en werd in 1992 ontdekt. 51 Pegasi b is het prototype van de Hete Jupiter-klasse van planeten.